# 王兆屯站
王兆屯站，有时也被称为王兆站，位于哈尔滨市香坊区（原动力区），建于1899年，起初为中东铁路上一小贮柴场，1939年建成木柴厂站，1946年改名为王兆屯站。现隶属哈尔滨铁路局哈尔滨站，为乘降所。有滨绥铁路、拉滨铁路经过王兆屯站。
2018年12月31日17:00，该站停止售票业务，2019年1月1日，正式变为乘降所。